# 4537 Валгрирасп
4537 Валгрирасп (4537 Valgrirasp) — астероїд головного поясу, відкритий 2 вересня 1987 року.
Тіссеранів параметр щодо Юпітера — 3,231.
Названо на честь російського письменника Валентина Григоровича Распутіна (нар. 1937).